# Vodo di Cadore
Vodo di Cadore é uma comuna italiana da região do Vêneto, província de Belluno, com cerca de 934 habitantes. Estende-se por uma área de 46 km², tendo uma densidade populacional de 20 hab/km². Faz fronteira com Borca di Cadore, Calalzo di Cadore, Cibiana di Cadore, Forno di Zoldo, Pieve di Cadore, San Vito di Cadore, Valle di Cadore, Zoldo Alto, Zoppè di Cadore.

## Demografia
| Variação demográfica do município entre 1861 e 2011                               |
|                                                                                   |
| Fonte: Istituto Nazionale di Statistica (ISTAT) - Elaboração gráfica da Wikipedia |